# SŽ serija 310/316
SŽ serija 310/316 je serija nagibnih elektromotornih garnitur Slovenskih železnic za visoke hitrosti. Tričlenske garniture Pendolino, ki so zmožne doseči najvišjo hitrost 200 km/h, Slovenske železnice uporabljajo od leta 2000.
Sestavljene so iz dveh pogonskih členov, označenih kot 310, in vmesnega nepogonskega, numeriranega 316. Srednji člen je opremljen z barom, v enem od pogonskih členov je prvi razred s 30 sedeži, medtem ko je v sklopu drugega razreda 134 sedežev.

## Zgodovina
SŽ 310/316 je izvedba tretje generacije nagibnih vlakov Pendolino, ki jih je proizvajal italijanski Fiat Ferroviaria in ki v Italiji nosi oznako ETR 460. V Sloveniji je bila ETR 460 leta 1994 na preizkušanju in na promocijski vožnji 17. septembra med Račami in Hočami dosegla hitrostni rekord na slovenskem železniškem omrežju, 208,2 km/h.
Septembra 1998 so Slovenske železnice s proizvajalcem sklenile pogodbo o dobavi treh garnitur. Uradno so jih prevzele 19. julija 2000, z rednimi vožnjami pa so pričele 24. septembra istega leta.
Vozijo predvsem kot vlaki InterCity Slovenija (ICS) med Ljubljano in Mariborom, v preteklosti tudi na relaciji Maribor–Koper in kot vlak EuroCity na relaciji Hodoš–Koper. Med letoma 2003 in 2008 je obratovala tudi v mednarodnem prometu med Slovenijo in Benetkami. Ker je hitrost na slovenskem železniškem omrežju omejena na 160 km/h, garniture na rednih vožnjah ne dosegajo svojih največjih hitrosti.

## Galerija
- SŽ 310/316 pri Spodnjih Lažah
- Notranjost prvega razreda